# Thomas Kerr
Thomas Kerr fue un administrador colonial y juez británico.

## Biografía
Fue teniente gobernador de la colonia de las Islas Malvinas, en litigio con Argentina, en dos oportunidades entre 1880-1886 y 1887-1891. Allí también se desempeñó como jefe de justicia. Fue nombrado el 13 de septiembre de 1880 mientras era juez asistente en el Tribunal de Apelaciones de Barbados. En 1890 junto al obispo Waite Hockin Stirling sentaron la piedra angular de la Catedral de la Iglesia de Cristo de Puerto Argentino/Stanley.
Fue nombrado compañero de la Orden de San Miguel y San Jorge.
Se casó y tuvo hijos. El mayor fue educado en Barbados y en la Universidad de Londres.